# 햐쿠타케 유지
햐쿠타케 유지(百武裕司, 1950년 7월 7일~2002년 4월 10일)는 일본 나가사키현 시마바라시 출신의 아마추어 천문가이다.
혜성 사냥꾼으로 널리 알려졌는데, 1995년 12월 25일에 C/1995 Y1와 1996년 1월 30일에 C/1996 B2를 잇따라 발견했다. 특히 햐쿠타케 혜성 C/1996 B2는 1996년 3월, 밝기 0등급, 꼬리 길이 60도에 달했다.
소행성 7291 햐쿠타케는 그의 이름을 따서 명명되었다.